# Luciliocline santanica
Luciliocline santanica là một loài thực vật có hoa trong họ Cúc. Loài này được (Cabrera) Anderb. & S.E.Freire mô tả khoa học đầu tiên năm 1991.